# Seznam južnokorejskih tenisačev
Seznam južnokorejskih tenisačev.

## C
- Chae Kyung-yee
- Chang Kyung-mi
- Cho Min-Hyeok
- Choi Ji-hee
- Chung Hong
- Chung Hyeon
- Chung Yun-seong

## H
- Han Sung-hee
- Hong Seong-chan
- Hong Seung-yeon

## J
- Jang Su-jeong

## K
- Kang Seo-kyung
- Kim Cheong-eui
- Kim Da-bin
- Kim Na-ri
- Kim So-jung
- Kim Young-seok
- Kwon Soon-woo

## L
- Lee Duck-hee
- Lee Jea-moon
- Lee Jin-a
- Lee So-ra
- Lee Tae-woo
- Lee Ye-ra
- Lim Sae-mi

## N
- Nam Ji-sung

## P
- Park Sang-hee

## S
- Song Min-kyu

## Y
- Yoo Mi
- Yu Min-hwa